# Georg von Wyss

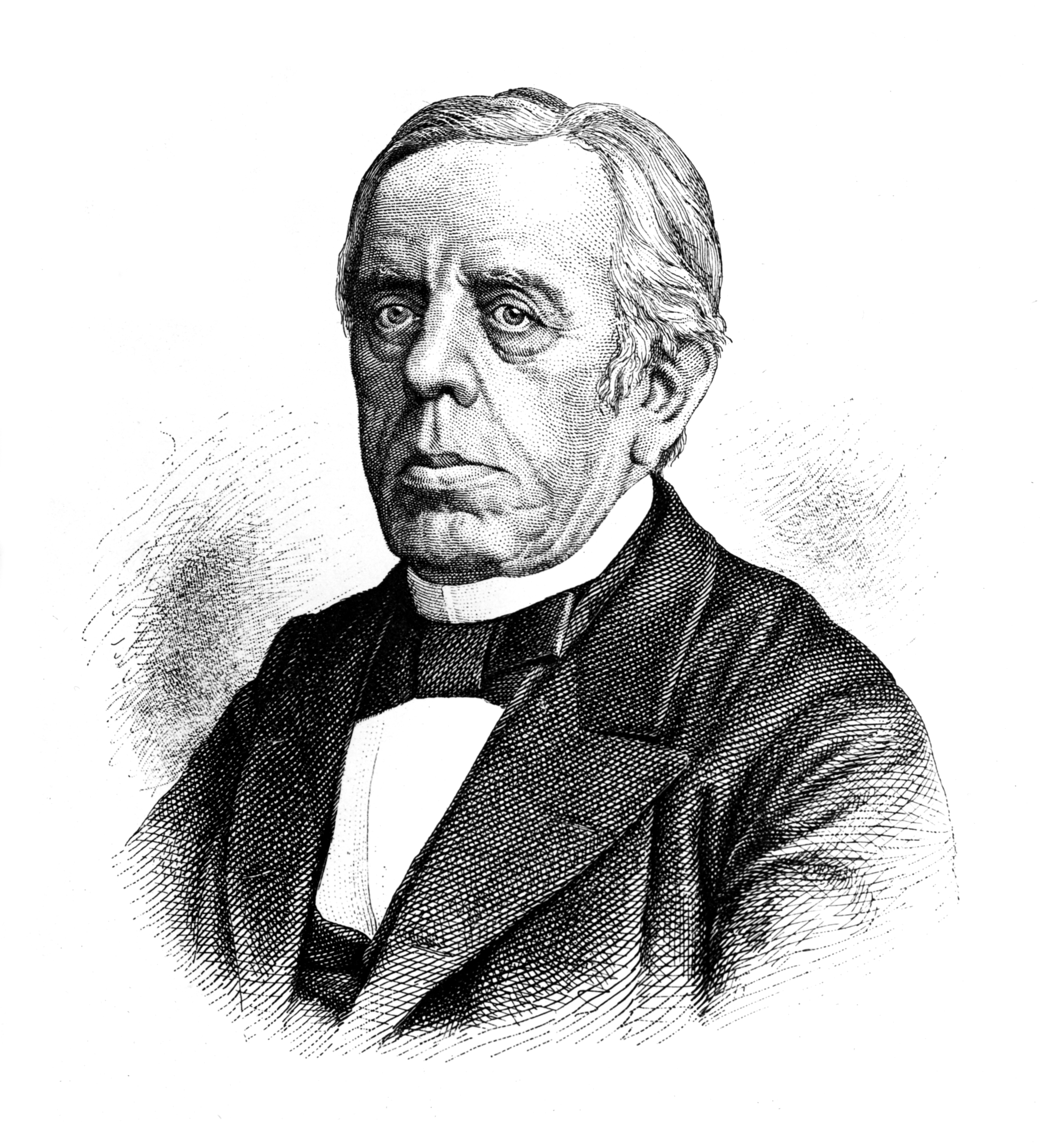
Georg von Wyss, 1889

Georg von Wyss (* 31. März 1816 in Zürich; † 17. Dezember 1893 ebenda) war ein Schweizer Politiker und Historiker.

## Leben
Georg von Wyss stammte aus einer Politikerfamilie. Sowohl sein Vater David von Wyss als auch sein Grossvater David von Wyss der Ältere waren Bürgermeister von Zürich, sein Vater ab 1815 Vorsitzender der Tagsatzung und von 1821 bis 1827 als ihr Präsident Staatsoberhaupt der Schweiz. Seine Mutter Anna Barbara (* 1785 in Zürich) starb im Kindbett und hinterliess seine ältere, etwa 10-jährige Schwester Regina Dorothea. Sein Vater heiratete darauf Johanna Sophia von Mülinen, die älteste Tochter seines politischen Freundes, des Schultheissen von Bern, die im November 1818 Friedrich von Wyss zur Welt brachte. Die beiden Buben verband eine lebenslängliche Freundschaft.:S. 52
Bereits im Alter von fünf Jahren erhielt Georg ersten Unterricht in einem Zürcher Privatinstitut, ab 1824 ging er zur Bürgerschule und bald darauf in das Institut von Johann Christian Lippe, der eine Erziehungsanstalt auf Schloss Lenzburg führte. Dort begegnete Georg dem greisen Johann Heinrich Pestalozzi. Sein starkes politisches und geschichtliches Interesse erwuchs erst im Studium, das er 1834 an der im Jahr zuvor neu gegründeten Universität Zürich aufnahm. Er besuchte Vorlesungen verschiedener Fakultäten, ohne zu wissen, was er studieren solle. In dieser Zeit gewann er Rudolf Wolf und Johannes Wild als Freunde. Über den eigentlichen Studienkontakt hinaus festigte sich ihr Verhältnis vor allem im Wildschen, bäuerlichen Elternhaus in Richterswil und in ihrer Tätigkeit in der Studentenverbindung Zofingia. Mit 19 Jahren wechselte er nach Genf, um dort Naturwissenschaften zu studieren. Einer seiner Lehrer war der von ihm hochgeschätzte Auguste Arthur de la Rive. Vier Semester später kehrte er als Bachelier dès sciences in seine Heimatstadt zurück. Das Studienjahr darauf – zusammen mit seinem Halbbruder Friedrich – an der Humboldt-Universität zu Berlin beurteilte er rückwirkend als verlorene Zeit, und er begann, sich journalistisch zu betätigen.
1840 war von Wyss in Göttingen, um magnetischen Beobachtungen beizuwohnen, die von Carl Friedrich Gauss angestossen worden waren. Wyss’ Ziel war es, in Zürich beim Aufbau eines Observatoriums mitzuwirken. Im Herbst desselben Jahres wurde er Gründungsmitglied der Allgemeinen Naturforschenden Gesellschaft in Baden, ein Jahr später wurde er Aktuar der Antiquarischen Gesellschaft in Zürich. Damit bildete sich sein Interesse an historischen Themen deutlich heraus.
Er heiratete 1843 seine Cousine Anna Regina von Wyss, die teils als Mitverfasserin seiner Werke auftrat.
Mit 23 Jahren trat er in den Staatsdienst ein, war von 1842 bis 1847 erst zweiter Staatsschreiber, ab 1845 Mitglied im Grossen Rat der Stadt Zürich, ab 1848 Kantonsrat im Kantonsparlament und gehörte zur konservativen Opposition. Neben seiner Mitgliedschaft im 1875 gegründeten, protestantisch-konservativen Eidgenössischen Verein gehörte er 1841 zu den Gründungsmitgliedern der Allgemeinen Geschichtsforschenden Gesellschaft der Schweiz und war von 1854 bis zu seinem Tode ihr Präsident. 1852 machte er für ein Jahr Erfahrung im Eisenbahnwesen, indem er die Direktorenposition der Schweizerischen Nordbahn innehatte. Doch mit der Fusion mit der Schweizerischen Nordostbahn wurde diese Aufgabe obsolet; Direktor des Fusionsunternehmens wurde Alfred Escher. Nun widmete er sich ganz der Geschichte.
1850 habilitierte er sich an der Universität Zürich für Schweizer Geschichte, 1857 verlieh ihm die Universität den Ehrendoktortitel, im Jahr darauf wurde er ausserordentlicher Professor, und 1871 wurde er ordiniert, was seine politischen Gegner zuvor noch verhindert hatten. 1872 erhielt er die Rektorposition der Universität. In seinem letzten Lebensjahr trat er von seiner Professur zurück und erhielt den Titel des Honorarprofessors. Im Verfassungsrat und vorübergehend in der 35er-Kommission hatte er grossen Einfluss auf die Totalrevision der schweizerischen Bundesverfassung von 1874.

## Werke (Auswahl)
- Beiträge zur Geschichte der Familie Maness. In: Neujahrsblätter der Stadtbibliothek Zürich für 1849 und 1850. Orell, Füssli und Co., Zürich 1850.
- Sceaux historiques du canton de Neuchâtel. Salomon Höhr, Zürich 1862.
- Geschichte der Abtei Zürich. Meyer & Zeller, Zürich 1851.
- Georg von Wyß: Schilling, Diebold. In: Allgemeine Deutsche Biographie (ADB). Band 34, Duncker & Humblot, Leipzig 1892, S. 715–717.